# Машеке, Малимба
Малимба Машеке (англ. Malimba Masheke; род. 17 июня 1941) — замбийский государственный и политический деятель. 

## Биография
Занимал должность 6-го и последнего премьер-министра страны с 15 марта 1989 по 31 августа 1991 года. Стал премьер-министром после того, как Кебби Мусокотване был уволен с должности и назначен на зарубежный дипломатический пост, поскольку президент Замбии Кеннет Каунда считал, что он стремится заменить его и стать следующим президентом. Должность премьер-министра была упразднена в 1991 году, когда Замбия приняла новую конституцию в связи с дискуссиями между Объединённой партии национальной независимости (единственной легальной политической партией в Замбии в те годы) и Движением за многопартийную демократию (оппозиционной партией) о том, чтобы разрешить проведением многопартийных выборов, которые состоялись позже в том же году. 
Полномочия, которыми обладал премьер-министр Малимба Машеке, были переданы президенту, начиная с момента избрания на всеобщих выборах в Замбии в 1991 году. Конституция Замбии также позволяла Малимбе Машеке оставаться премьер-министром в период между принятием новой конституции и всеобщими выборами. По его словам в интервью замбийским СМИ в 2018 году, на момент отмены этой должности ему как премьер-министру платили меньше, чем он платил своему секретарю. Ранее работал министром обороны с 1985 по 1988 год и министром внутренних дел с 1988 по 1989 год.